# Gani Lawal
Pour les articles homonymes, voir Lawal.
Gani Oladimeji Lawal, Jr. , né le 7 novembre 1988 à College Park dans l'État de Géorgie, est un joueur américano-nigérian de basket-ball. Il joue au poste d'ailier fort.

## Biographie
En août 2013, il signe un contrat avec le VEF Riga où il ne joue pas une seule rencontre.
En novembre 2013, il rejoint l'Olimpia Milan.
Au début de la saison 2014-2015, Lawal rejoint le club turc du Trabzonspor mais en janvier 2015, il signe un contrat avec le Panathinaïkos qui est encore en lice en Euroligue.
Le 14 juillet 2015, il revient en Italie à l'Olimpia Milan.

## Sélection nationale
Il a participé à l'AfroBasket 2013 éliminé en quart de finale par le Sénégal de Gorgui Dieng.